# Weisiopsis nigeriana
Weisiopsis nigeriana là một loài Rêu trong họ Pottiaceae. Loài này được (Egunyomi & Olar.) R.H. Zander miêu tả khoa học đầu tiên năm 1993.